# Hannah Montana (Migos)
Hannah Montana è il singolo del trio hip hop statunitense Migos, pubblicato il 26 novembre 2013 come secondo estratto del mixtape, YRN (Young Rich Niggas) del 2013.

## Descrizione
La canzone fa riferimento al personaggio di Disney Channel interpretato dalla cantante pop statunitense Miley Cyrus, Hannah Montana, usando il personaggio della serie come eufemismo per cocaina e MDMA.

## Produzione
La canzone è stata prodotta dal produttore di southern hip hop, Dun Deal . Hannah Montana è la prima canzone che il gruppo ha registrato dopo che Offset è stato rilasciato dalla prigione nell'ottobre 2013.

## Remix
La canzone è stata successivamente remixata e intitolata Twerk Remix.

## Video musicale
Il video musicale ufficiale, diretto da Gabriel Hart, è stato pubblicato su YouTube il 9 dicembre 2013.